# Aline MacMahon
Aline MacMahon (McKeesport, 3 maggio 1899 – New York, 12 ottobre 1991) è stata un'attrice statunitense.
Nel 1945 ottenne una candidatura all'Oscar quale miglior attrice non protagonista con il film La stirpe del drago (1944). Recitò in altre famose pellicole come Five Star Final (1931), Odissea tragica (1948), L'uomo di Laramie (1955) e Al di là della vita (1963).

## Filmografia

### Cinema
- Five Star Final, regia di Mervyn LeRoy (1931)
- The Heart of New York, regia di Mervyn LeRoy (1932)
- The Mouthpiece, regia di James Flood e Elliott Nugent (1932)
- Week-end Marriage, regia di Thornton Freeland (1932)
- L'angelo della vita (Life Begins), regia di James Flood ed Elliott Nugent (1932)
- Once in a Lifetime, regia di Russell Mack (1932)
- Amanti senza domani (One Way Passage), regia di Tay Garnett (1932)
- Silver Dollar, regia di Alfred E. Green (1932)
- La danza delle luci (Gold Diggers of 1933), regia di Mervyn LeRoy (1933)
- La seconda aurora (The Life of Jimmy Dolan), regia di Archie L. Mayo (1933)
- Eroi in vendita (Heroes for Sale), regia di William A. Wellman (1933)
- Il mondo cambia (The World Changes), regia di Mervyn LeRoy (1933)
- Heath Lightning, regia di Mervyn LeRoy (1934)
- The Merry Frinks, regia di Alfred E. Green (1934)
- Side Streets, regia di Alfred E. Green (1934)
- Big Hearted Herbert, regia di William Keighley (1934)
- Babbitt, regia di William Keighley (1934)
- While the Patient Slept regia di Ray Enright (1935)
- Mary Jane's Pa, regia di William Keighley (1935)
- Io vivo la mia vita (I Live My Life) di W. S. Van Dyke (1935)
- Kind Lady, regia di George B. Seitz (1935)
- Ah, Wilderness!, regia di Clarence Brown (1935)
- Amanti di domani (When You're in Love), regia di Robert Riskin (1937)
- Back Door to Heaven, regia di William K. Howard (1939)
- Fuori dalla nebbia (Out of the Fog), regia di Anatole Litvak (1941)
- La signora acconsente (The Lady is Willing), regia di Mitchell Leisen (1942)
- Tish, regia di S. Sylvan Simon (1942)
- Seeds of Freedom, regia di Hans Burger e Sergej Michajlovič Ėjzenštejn (1943)
- La taverna delle stelle (Stage Door Canteen), regia di Frank Borzage (1943)
- Reward Unlimited, regia di Jacques Tourneur (1944)
- La stirpe del drago (Dragon Seed), regia di Harold S. Bucquet e Jack Conway (1944)
- Veleno in paradiso (Guest in the House), regia di John Brahm (1944)
- L'invincibile McGurk (The Mighty McGurk), regia di John Waters (1947)
- Odissea tragica (The Search), regia di Fred Zinnemann (1948)
- Rosanna, l'odio e l'amore (Roseanna McCoy), regia di Irving Reis (1949)
- La leggenda dell'arciere di fuoco (The Flame and the Arrow), regia di Jacques Tourneur (1950)
- The Eddie Cantor Story, regia di Alfred E. Green (1953)
- L'uomo di Laramie (The Man from Laramie), regia di Anthony Mann (1955)
- Cimarron, regia di Anthony Mann (1960)
- Giorni senza fine (The Young Doctors), regia di Phil Karlson (1961)
- Il dominatore (Diamond Head), regia di Guy Green (1963)
- Ombre sul palcoscenico (I Could Go on Singing), regia di Ronald Neame (1963)
- Al di là della vita (All the Way Home), regia di Alex Segal (1963)

### Televisione
- The Nurses – serie TV, episodio 2x33 (1964)

## Doppiatrici italiane
- Lydia Simoneschi in La stirpe del drago, Il dominatore, Ombre sul palcoscenico
- Giovanna Scotto in La leggenda dell'arciere di fuoco
- Franca Dominici in L'uomo di Laramie
- Lola Braccini in Cimarron